# Szczodrochowo (powiat gostyński)
Szczodrochowo – wieś w Polsce położona w województwie wielkopolskim, w powiecie gostyńskim, w gminie Gostyń.
Wieś duchowna, własność opata benedyktynów w Lubiniu pod koniec XVI wieku leżała w powiecie kościańskim województwa poznańskiego. W latach 1975–1998 miejscowość należała administracyjnie do województwa leszczyńskiego.